# 大島一博
大島 一博（おおしま かずひろ、1964年〈昭和39年〉2月8日 - ）は、日本の厚生・厚生労働官僚。

## 来歴
1964年（昭和39年）2月8日、熊本県下益城郡小川町（現・宇城市）で出生。熊本県立熊本高等学校を経て、1987年（昭和62年）3月、東京大学法学部を卒業。
1986年（昭和61年）10月に国家公務員採用Ⅰ種試験（法律）に合格。翌年4月、厚生省に入省し、厚生省大臣官房人事課に配属。
老健局計画課認知症対策推進室長、保険局総務課保険システム高度化推進室長、厚生労働省大臣官房総務課企画官、老健局介護保険計画課長、保険局保険課長、保険局総務課長などを歴任。この他、北九州市で保健福祉局障害福祉課長、保健福祉局生活福祉部長、年金資金運用基金で運用部運用管理課長、内閣府で参事官（社会システム担当）、大臣官房参事官、内閣府特命担当大臣（行政刷新担当）付、内閣府特命担当大臣（「新しい公共」担当）付、地方創生推進室次長、大臣官房審議官（経済財政運営及び経済社会システム担当）、高度人材受入推進担当室長、内閣官房で内閣審議官（内閣官房副長官補付）、健康・医療戦略室次長、まち・ひと・しごと創生本部事務局次長、社会保障改革担当室審議官などを務めた。
2018年（平成30年）7月31日、厚生労働省老健局長に就任。老健局長在任時に赤坂御所で全国老人福祉施設協議会の平石朗会長（当時）らと共に天皇、皇后と面会し、コロナ禍による介護現場の影響などについて説明した。
2020年（令和2年）8月7日、厚生労働省大臣官房長に就任。
2021年（令和3年）9月14日、政策統括官（総合政策担当）に就任。
2022年（令和4年）6月28日、厚生労働事務次官に就任。2024年（令和6年）7月5日、辞職。

## 年譜
- 1987年（昭和62年）
  - 4月 - 厚生省入省[8]
  - 4月 - 厚生省大臣官房人事課[1]
  - 4月 - 厚生省社会局庶務課[1]
- 1988年（昭和63年）
  - 5月 - 厚生省社会局更生課[1]
  - 7月 - 厚生省社会局生活課[1]
- 1989年（平成元年）7月 - 自治省行政局振興課[1]
- 1991年（平成3年）7月 - 厚生省保健医療局健康増進栄養課[1]
- 1992年（平成4年）7月 - 厚生省生活衛生局水道環境部計画課[1]
- 1994年（平成6年）7月 - 厚生省大臣官房政策課課長補佐[1]
- 1995年（平成7年）4月 - 北九州市保健福祉局障害福祉課長[1]
- 1997年（平成9年）4月 - 北九州市保健福祉局生活福祉部長[1]
- 1998年（平成10年）4月 - 厚生省老人保健福祉局老人福祉計画課課長補佐[1]
- 2000年（平成12年）
  - 4月 - 厚生省老人保健福祉局計画課課長補佐[1]
  - 7月 - 厚生省老人保健福祉局企画課課長補佐[1]
- 2001年（平成13年）
  - 1月 - 厚生労働省老健局総務課課長補佐[1]
  - 7月 - 厚生労働省政策統括官付社会保障担当参事官室長補佐[1]
- 2002年（平成14年）8月 - 年金資金運用基金運用部運用管理課長[1]
- 2004年（平成16年）4月 - 厚生労働省老健局計画課痴呆対策推進室長[1]
- 2005年（平成17年）
  - 3月 - 厚生労働省老健局計画課認知症対策推進室長[1]
  - 8月 - 厚生労働省保険局総務課保険システム高度化推進室長[1]
- 2006年（平成18年）9月 - 厚生労働省大臣官房総務課企画官（保険局併任）[1]
- 2007年（平成19年）8月 - 内閣府参事官（社会システム担当）（政策統括官（経済社会システム担当）付）[1]
- 2009年（平成21年）
  - 7月 - 厚生労働省老健局介護保険計画課長[1]
  - 9月 - 内閣府大臣官房参事官[1]
  - 9月 - （命）内閣府特命担当大臣（行政刷新担当）付[1]
- 2010年（平成22年）
  - 2月 - （命）内閣府特命担当大臣（「新しい公共」担当）付[1]
  - 6月 - （併）内閣事務官（内閣官房）[1]
  - 6月 - （命）仙谷国務大臣秘書官事務取扱[1]
- 2011年（平成23年）
  - 1月 - （命）枝野国務大臣秘書官事務取扱[1]
  - 9月 - （命）藤村国務大臣秘書官事務取扱[1]
- 2012年（平成24年）9月 - 厚生労働省保険局保険課長[1]
- 2013年（平成25年）7月 - 厚生労働省保険局総務課長[1]
- 2015年（平成27年）
  - 10月 - 内閣官房内閣審議官（内閣官房副長官補付）[1]
  - 10月 - （命）内閣官房健康・医療戦略室次長[1]
- 2016年（平成28年）
  - 6月 - （併）内閣府事務官（地方創生推進事務局審議官）[1]
  - 6月 - （命）内閣官房まち・ひと・しごと創生本部事務局次長[1]
  - 6月 - （命）内閣府地方創生推進室次長[1]
- 2017年（平成29年）
  - 7月 - 内閣府大臣官房審議官（経済財政運営及び経済社会システム担当）[1]
  - 7月 - （併）内閣官房内閣審議官（内閣官房副長官補付）[1]
  - 7月 - （併）内閣府高度人材受入推進担当室室長[1]
  - 7月 - （命）内閣官房社会保障改革担当室審議官[1]
- 2018年（平成30年）7月 - 厚生労働省老健局長[7]
- 2020年（令和2年）8月 - 厚生労働省大臣官房長[6]
- 2021年（令和3年）9月 - 厚生労働省政策統括官（総合政策担当）[5]
- 2022年（令和4年）6月 - 厚生労働事務次官[3]
- 2024年（令和6年）7月 - 辞職[4]